# Heinrich Contze
Heinrich Contze (* 4. März 1870 in Werdohl; † 10. Dezember 1911 in Herford) war Lehrer und Mitglied des Deutschen Reichstags.

## Leben
Contze besuchte die Volks- und Rektoratschule zu Werdohl, dann das Gymnasium zu Attendorn und studierte von 1890 bis 1894 Deutsch, Religion und Geschichte in Bonn. 1894 war er nach Absolvierung des Seminar- und Probejahres als Lehrer und seit 1. April 1897 als Oberlehrer an der Real- und Landwirtschaftsschule in Herford angestellt.
Ab 1907 war er Mitglied des Deutschen Reichstags für den Wahlkreis Regierungsbezirk Minden 2 (Herford, Halle in Westfalen) und die Nationalliberale Partei. Sein Mandat endete mit seinem Tode 1911.

## Schriften
- Über den Gebrauch des Pronomens "derselbe" : mit besonderer Rücksicht auf die von Wustmann "Allerhand Sprachdummheiten" erhobenen Bedenken.Herford : Titgemeyer, 1898 Digitalisat